# Timothy Snyder
Timothy David Snyder (Dayton, 18 de agosto de 1969) es un historiador estadounidense, profesor de la Universidad de Yale, especializado en la historia de Europa Central y Oriental.
Es autor de obras como Nationalism, Marxism, and Modern Central Europe: A Biography of Kazimierz Kelles-Krauz, 1872–1905 (1997); The Reconstruction of Nations: Poland, Ukraine, Lithuania, Belarus, 1569–1999 (2003); Sketches from a Secret War: A Polish Artist's Mission to Liberate Soviet Ukraine (2005), sobre la vida de Henryk Józewski; The Red Prince: The Secret Lives of a Habsburg Archduke (2008), una biografía de Guillermo de Habsburgo-Lorena; Bloodlands: Europe Between Hitler and Stalin (2010, traducido en 2011 al castellano como Tierras de sangre. Europa entre Hitler y Stalin); Black Earth: The Holocaust as History and Warning (2015); y On Tyranny: Twenty Lessons from the Twentieth Century (2017, traducido al castellano como Sobre la tiranía).
En 2018, publicó The Road to Unfreedom: Russia, Europe, America que ese mismo año fue traducido al castellano con el título El camino hacia la no libertad (Barcelona, Galaxia Gutenberg).
Colaboró junto a Tony Judt en Thinking the Twentieth Century (Pensar el siglo XX), consistente en la transcripción de conversaciones entre ambos.

## Obras
Libros como autor
- Nationalism, Marxism, and Modern Central Europe: A Biography of Kazimierz Kelles-Krauz (Harvard University Press, 1998).
- Wall Around the West: State Power and Immigration Controls in Europe and North America (Rowman and Littlefield, 2000). Co-edited with Peter Andreas.
- The Reconstruction of Nations: Poland, Ukraine, Lithuania, Belarus, 1569-1999 (Yale University Press, 2003)
- Sketches from a Secret War: A Polish Artist's Mission to Liberate Soviet Ukraine (Yale University Press, 2005)
- The Red Prince: The Secret Lives of a Habsburg Archduke (Basic Books, 2008)
- Bloodlands: Europe Between Hitler and Stalin (Basic Books, 2010)
- Black Earth: The Holocaust as History and Warning (Penguin, 2015)
- On Tyranny: Twenty Lessons from the Twentieth Century (Penguin, 2017)
- The Road to Unfreedom: Russia, Europe, America (Penguin, 2018)

Libros como coautor
- Thinking the Twentieth Century con Tony Judt. (Penguin, 2012)